# NGC 458
NGC 458 је расејано звездано јато у сазвежђу Тукан које се налази на NGC листи објеката дубоког неба.
Деклинација објекта је - 71° 33' 4" а ректасцензија 1h 14m 51,6s. Привидна величина (магнитуда) објекта NGC 458 износи 6,4 а фотографска магнитуда 10,5. NGC 458 је још познат и под ознакама ESO 51-SC26.